# 1000 Mexicans
I 1000 Mexicans erano un trio di new wave formatosi a Londra, Gran Bretagna, nel 1982. Fanno parte delle band Indie degli anni '80, con una musica dove si mescolano pop, ritmo, sperimentazione.

## Storia del gruppo
Dopo una serie di demo su cassetta di non alta qualità di incisione, ma divertenti e commerciali, nel 1983 riescono a pubblicare il loro primo album Chinese Whispers su cassetta C60, registrato da loro stessi. Anche qui la qualità di registrazione non è eccelsa, sono 5 canzoni con intermezzi pubblicitari e la cassetta ha un solo lato registrato (il secondo lato è vuoto "per il vostro piacere"). Vengono comunque recensiti da Melody Maker e Sounds e c'è pure chi li paragona agli XTC.
Anche il loro primo singolo The Art of Love viene recensito da Melody Maker e molto positivamente. Essi fanno poi uscire altri 4 singoli comprese The Last Pop Song e Under Construction, quest'ultima in classifica in Spagna e Portogallo, e l'album Dance Like Ammunition.
Nonostante il successo in Europa e le buone critiche, non trovano però appoggio dall'industria discografica inglese, confusa dal loro tipo di umorismo e dai loro concerti che hanno un po' un sapore anarchico.
Il gruppo si è riformato nel 2014 con due dei membri originali (Michael Harding e Andrew Hobday).

## Formazione
- Julian Griffin
- Michael Harding
- Andrew Hobday

## Discografia

### Album
- 1983, maggio – Chinese Whispers (Cracknorm Music, cassetta)
- 1985, marzo – Dance Like Ammunition (Fire Records, vinile)

### Singoli EP (12")
- 1984, gennaio – The Last Pop Song / Manipulating the Dummy, Statistics, Chinese Whispers (Abstract Records, vinile)
- 1984, giugno – Under Construction, Stars on Sunday / Under Construction (thumping great dance mix), Short Back and Sides (Abstract Records, vinile)
- 1984, novembre – Diving for Pearls / The Diplomat, Man Catches Man, Trans-Astrakhan (Seeing the World) (Fire Records, vinile)
- 1985, ottobre – Criminal (Remix) / Beatrice and the Troubadours, Running Down (Play it again Sam, vinile)

### Singoli (7")
- 1983, agosto – The Art of Love / News of You (Whaam Records, vinile)
- 1984, gennaio – The Last Pop Song / Chinese Whispers (Abstract Records, vinile)

### Raccolte
- 1993, settembre – Music While You Work (Still Music, CD), antologia con inediti

### Presenza in altre compilation
- 1992 – The Indie Scene 1984: The Story of British Independent Music (Connoisseur, CD), con The Last Pop Song
- 1992 – The Indie Scene 1985: The Story of British Independent Music (Connoisseur, CD), con Diving For Pearls